# آنا والتون
 آنا والتون (انگلیسی: Anna Walton؛ زادهٔ ۱۸ دسامبر ۱۹۷۹) یک هنرپیشه اهل بریتانیا است.
از فیلم‌ها یا برنامه‌های تلویزیونی که وی در آن نقش داشته است می‌توان به پسر جهنمی ۲: ارتش طلایی و تاریخ جهش‌یافتگان اشاره کرد.